# Øystein Magnusson
Øystein I. Magnusson (asi 1088 – 29. srpna 1123) byl norský král v letech 1103–1123. Byl nemanželským synem krále Magnuse III.

## Život
Králem se Øystein stal po otcově smrti v roce 1103 společně se svými dvěma bratry, Sigurdem I. a Olafem Magnussonem. Norsko tedy mělo do roku 1115 hned tři krále najdenou. Olaf byl tehdy ještě velmi mladý (narodil se v roce 1099), a tak za něj jeho starší bratři vládli jako regenti v oblastech, které měl Olaf spravovat.
V roce 1107 král Sigurd vedl křížovou výpravu na podporu nově vzniklého Jeruzalémského království a do Norska se vrátil až v roce 1111. Během této doby byl Øystein regentem za oba bratry. Na přelomu podzimu a zimy roku 1115 mladý Olaf náhle onemocměl a v důsledku této choroby 22. prosince zemřel. Země pak zůstala pod vládou Øysteina a Sigurda.
Øysteinovy vztahy se Sigurdem byly napjaté, ale k otevřenému konfliktu nikdy nedošlo. Zatímco Sigurd proslavil Norsko v zahraničí, Øystein pracoval na hospodářském a kulturním rozvoji země. Svou energii věnoval k vytvoření silné a stabilní země a Sigurd se v roce 1111 vrátil do prosperujícího království. Øystein nechal postavit několik kostelů, přístav v Agdenes a ubytovny pro cestovatele. Rovněž dostal Jämtland pod norskou vládu, jak tvrdí sága o Sigurdovi a jeho bratrech v Heimskringle.
Øysteinovou manželkou byla Ingebjørg Guttormsdatter. Manželství bylo součástí budování aliancí krále Øysteina ve východní části Norska a narodila se z něj dcera
Marie Øysteinsdatter (María Eysteinsdóttir). Ta se později stala matkou uchazeče o norský trůn Olava Ugjævy. Ten byl sice v roce 1166 jmenován králem, ale byl poražen Magnusem V. a donucen utéct ze země.
Po smrti Øysteina v roce 1123 se Sigurd stal jediným vládcem Norska.